# Elmer Bennett
Elmer James Bennett (Evanston, Illinois, 13. veljače 1970.) je bivši američki košarkaš. Igrao je na mjestu organizatora igre. Visine je 183 cm. Igrao je u Euroligi sezone 1998./99. za španjolski Tau Ceramica iz Gasteiza. Igrao je u američkoj sveučilišnoj momčadi Notre Dame Fighting Irish, raznim klubovima u NBA i CBA, a najveći dio karijere ostvario je u Europi.